# Jump (Madonna)
Jump è una canzone della cantautrice statunitense Madonna estratta come quarto singolo dall'album Confessions on a Dance Floor nel 2006.

## Il singolo
Pubblicato in Europa il 3 novembre 2006, Jump riporta in auge uno dei primi temi delle canzoni di Madonna: nella vita bisogna buttarsi e mai guardare insieme.
In un'intervista sul sito web Popjustice, Stuart Price, produttore dell'intero Confessions on a dance floor, ha rivelato che Jump sarebbe stata ispirata direttamente da Chris Lowe, membro dei Pet Shop Boys dei quali sia Madonna che Price sono grandi fan.
Jump contiene un campionamento della popolare West End Girls dei Pet Shop Boys. A quanto pare, durante la registrazione del disco, Madonna avrebbe esclamato, a un certo punto:
«Pet Shop Boys! I fucking love them! »
(I Pet Shop Boys! Cazzo se mi piacciono!)
Il singolo contiene una b-side: History, brano scartato dall'album Confessions on a Dance Floor. Il brano era in procinto di essere lanciato come terzo singolo estratto dall'album Confessions on a Dance Floor e quindi come brano per il periodo estivo, ma la scelta è poi ricaduta su Get Together, che l'ha sostituito per coincidere con l'avvio del Confessions Tour.

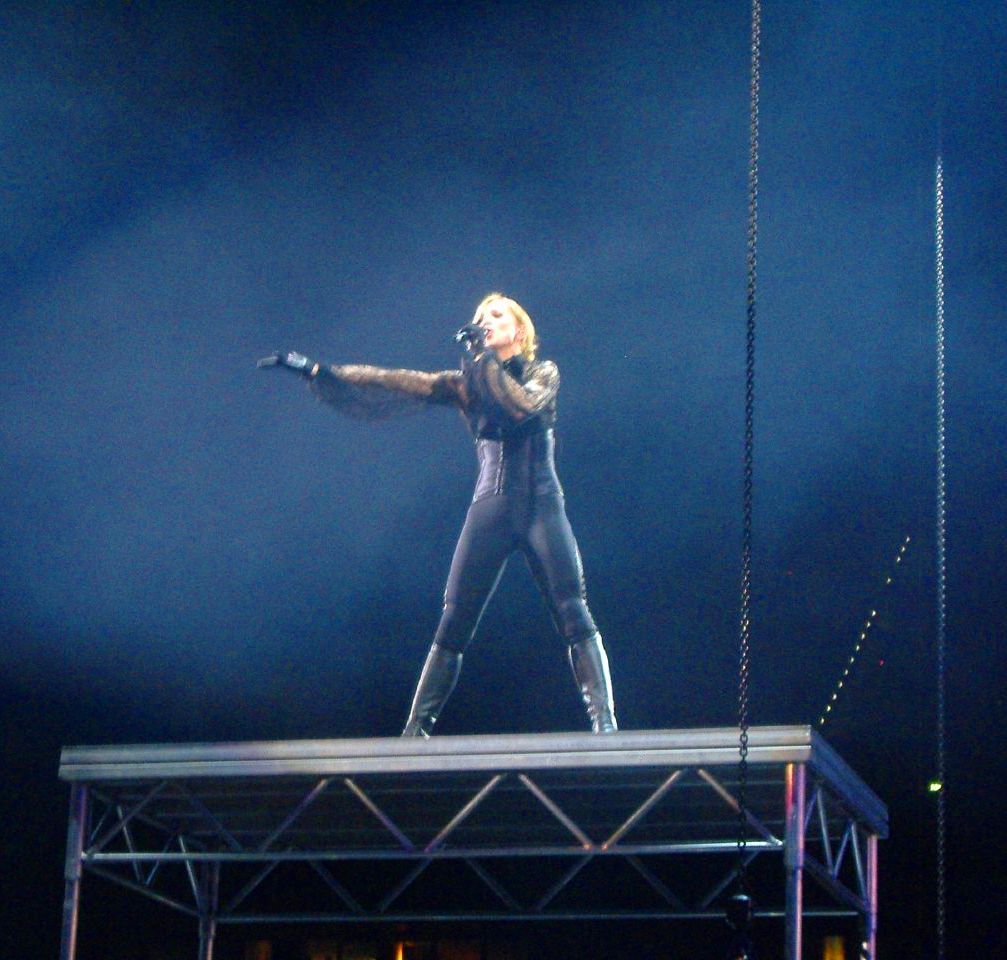
Interpretazione di Jump al Confessions Tour

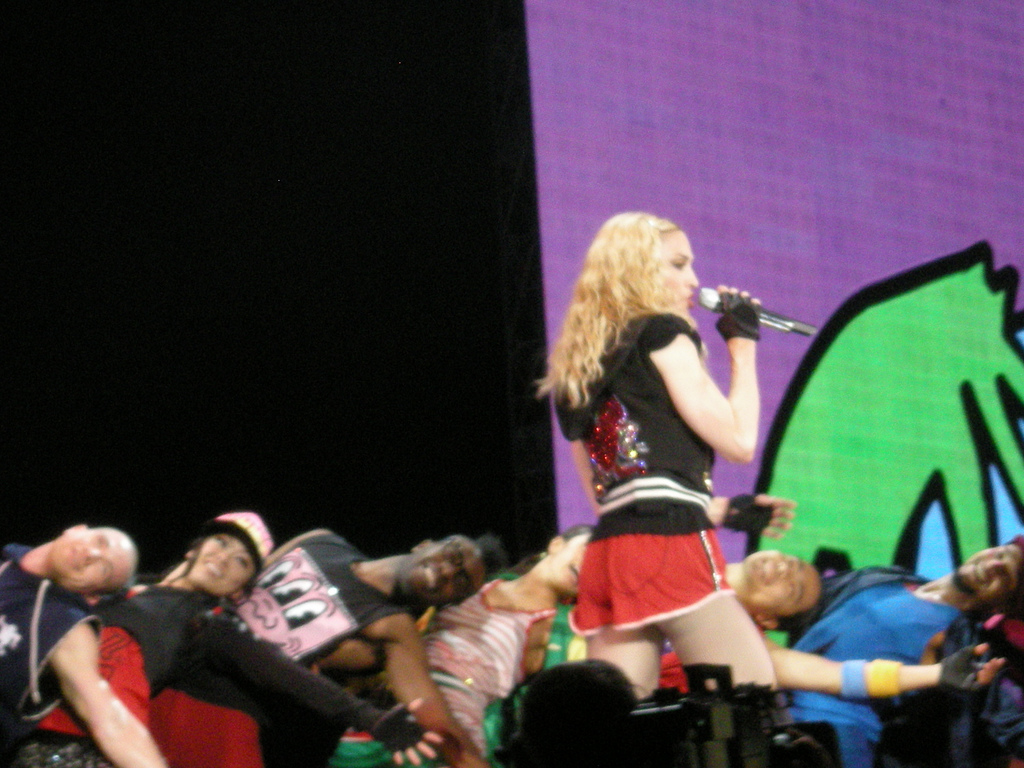
Madonna canta un medley di Jump e Into the Groove allo Sticky & Sweet Tour

### Remix ufficiali
- Jacques Lu Cont Mix
- Axwell Remix
- Junior Sanchez's Misshapes Mix
- Extended Album Version
- Steve Caraco Drumless Version

## Il video
Il video di Jump è stato girato a Tokyo il 19 settembre 2006 in Giappone, paese in cui Madonna era giunta in quel periodo per esibirsi con il suo Confessions Tour. Il video inizia con lo skyline di Tokyo. Il video mostra ballerini fare parkour e Free Running (acrobazie, capriole e salti tra i palazzi cittadini) intervallati dalla cantante che si muove o si contorce in una gabbia nera fra mille insegne al neon colorate, in alcune insegne c'è scritto Madonna o Jump in giapponese.
L'artista infatti si dimena come per liberarsi, o scalcia verso l'aria ma invano. Guarda lo schermo ed ammicca a prendere le rampe per fare anche lei stessa delle acrobazie o passi scattanti. Madonna cambia look con un caschetto biondo e indossa una tuta di pelle nera. Il look adottato da Madonna sembra essere un omaggio a Mello, personaggio del manga Death Note. Quel taglio di capelli lo ha indossato negli ultimi due concerti del Confessions Tour al Tokyo Dome (il 20 settembre 2006 e Il 21 settembre 2006). Inoltre, si vede l'artista fendere l'aria con le braccia o dare calci per aumentare la propria espressività, anche ripresa da più angolazioni. Il video termina con lo skyline di Tokyo di sera.

## Tracce

### Digital download
1. Jump (Album Version) - 3:59
2. Jump (Single Edit) - 3:23
3. Jump (Jacques Lu Cont Edit) - 5:20
4. Jump (Axwell Remix Edit) - 4:46
5. Jump (Junior Sanchez's Misshapes Mix Edit) - 4:50
6. Jump (Extended) - 5:08
7. History (Non-Album Track) - 5:56*

### CD singolo (2 tracce)[2][3]
1. Jump (Album Version) 3:59
2. Jump (Extended Album Version) 5:09

### CD Maxi (3 tracce)
1. Jump (Radio Edit) 3:22
2. Jump (Junior Sanchez's Misshapes Mix) 6:49
3. History (Non-Album Track) 5:55*

### CD-Maxi americano (6 tracce)
1. Jump (Radio Edit) 3:22
2. Jump (Jacques Lu Cont Mix) 7:47
3. Jump (Axwell Remix) 6:38
4. Jump (Junior Sanchez's Misshapes Mix) 6:49
5. Jump (Extended Album Version) 5:09
6. History (Non-Album Track) 5:55*

### 12" Maxi
1. Jump (Jacques Lu Cont Mix) 7:47
2. Jump (Album Version) 3:59
3. Jump (Extended Album Version) 5:09
4. Jump (Axwell Remix) 6:38
5. Jump (Junior Sanchez's Misshapes Mix) 6:49
6. History (Non-Album Track) 5:55*
7. Jump (Radio Edit) 3:22

### 12" Picture Disc inglese[4]
1. Jump (Jacques Lu Cont Mix) 7:47
2. Jump (Extended Album Version) 5:09
3. History (Non-Album Track) 5:55*

## Classifiche
| Classifica (2006)        | Posizione massima |
| ------------------------ | ----------------- |
| Australia                | 29                |
| Austria                  | 20                |
| Belgio (Fiandre)         | 18                |
| Belgio (Vallonia)        | 27                |
| Canada                   | 7                 |
| Danimarca                | 7                 |
| Finlandia                | 2                 |
| Germania                 | 23                |
| Irlanda                  | 19                |
| Italia                   | 1                 |
| Paesi Bassi              | 6                 |
| Messico                  | 34                |
| Regno Unito              | 9                 |
| Repubblica Ceca          | 2                 |
| Spagna                   | 3                 |
| Stati Uniti              | 105               |
| Stati Uniti (adult)      | 21                |
| Stati Uniti (dance club) | 1                 |
| Svezia                   | 40                |
| Svizzera                 | 21                |
| Romania                  | 6                 |
| Ungheria                 | 1                 |

| Classifica di fine anno italiana (2006) | Posizione |
| --------------------------------------- | --------- |
| Classifica italiana                     | 15        |
| Classifica dei singoli                  | Posizione |
| Classifica italiana                     | 3         |